# Казнав Сер ет Алан
Казнав Сер ет Алан (фр. Cazenave-Serres-et-Allens) насеље је и општина у јужној Француској у региону Миди Пирене, у департману Арјеж која припада префектури Фоа.
По подацима из 2011. године у општини је живело 43 становника, а густина насељености је износила 2,66 становника/km². Општина се простире на површини од 16,15 km². Налази се на средњој надморској висини од | метара (максималној 2.001 m, а минималној 714 m).

## Демографија
| 1962. | 1968. | 1975. | 1982. | 1990. | 1999. | 2011. |
| ----- | ----- | ----- | ----- | ----- | ----- | ----- |
| 27    | 38    | 25    | 28    | 30    | 49    | 43    |

График промене броја становника у току последњих година